# Miłość w przejściu podziemnym
Miłość w przejściu podziemnym – polska komedia obyczajowa z 2006 roku w reżyserii Janusza Majewskiego. Film został zrealizowany w cyklu „Święta polskie”.

## Obsada
- Wojciech Malajkat – Bogdan „Mozart”
- Karolina Gruszka – Ewa
- Marta Klubowicz – Aniela Pilch
- Joanna Liszowska – Sabina, była sekretarka w redakcji „Periodyku Kulturalnego”
- Małgorzata Socha – reporterka Kaśka
- Tomasz Sapryk – „Ubek”
- Marcin Troński – policjant
- Robert Więckiewicz – antykwariusz
- Andrzej Mastalerz – „Wernyhora”
- Anna Dymna – kobieta w złotych okularach
- Jan Machulski – ksiądz, redaktor naczelny „Periodyku Kulturalnego”
- Krystyna Kołodziejczyk – „Lampucera”
- Tadeusz Wojtych – barman
- Jerzy Gudejko – redaktor Jerzy
- Olga Bołądź
- Grupa MoCarta (Filip Jaślar, Michał Sikorski, Paweł Kowaluk, Bolesław Błaszczyk)

## Produkcja
Zdjęcia plenerowe kręcono w Warszawie i Krakowie.